# Джован Кіровскі
Джован Кіровскі (англ. Jovan Kirovski, нар. 18 березня 1976, Ескондідо) — американський футболіст македонського походження, що грав на позиції нападника. По завершенні ігрової кар'єри — футбольний тренер. Наразі входить до тренерського штабу «Лос-Анджелес Гелексі».[коли?]

## Клубна кар'єра
Народився 18 березня 1976 року в місті Ескондідо, штат Каліфорнія. Вихованець футбольної школи «Манчестер Юнайтед». Дорослу футбольну кар'єру розпочав 1993 року в дорослій команді МЮ, проте виступав лише за дубль.
Своєю грою за цю команду привернув увагу представників тренерського штабу клубу «Боруссія» (Дортмунд), до складу якого приєднався 1996 року. Відіграв за дортмундський клуб наступні чотири сезони своєї ігрової кар'єри. За цей час додав до переліку своїх трофеїв титул переможця Ліги чемпіонів УЄФА, ставши першим американцем-володарем цього трофею, а також виграв Міжконтинентальний кубок. В 1998–1999 роках на правах оренди виступав за «Фортуну» (Кельн).
2000 року перейшов у «Спортінг», проте не зміг пробитись до основного складу і вже наступного року повернувся в Англію, де виступав за «Крістал Пелес» та «Бірмінгем Сіті».
2004 року поїхав на батьківщину, де виступав в МЛС за «Лос-Анджелес Гелексі», «Колорадо Рапідз» та «Сан-Хосе Ерсквейкс».
Завершив професійну ігрову кар'єру у «Лос-Анджелес Гелексі», до якого повернувся 2008 року і захищав кольори до припинення виступів на професійному рівні у 2011 році.

## Виступи за збірну
19 жовтня 1994 року у віці 18 років дебютував в офіційних матчах у складі національної збірної США в товариській грі проти збірної Саудівської Аравії.
У складі збірної двічі був учасником двох розіграшів Золотого кубка КОНКАКАФ (1996 року, на якому команда здобула бронзові нагороди та 2000 року), а також на двох розіграшах Кубка Конфедерацій (1999 року у Мексиці, на якому команда також зайняла третє місце, та 2003 року у Франції). Крім того Джован брав участь у розіграшу Кубка Америки 1995 року в Уругваї та в складі збірної США U-23 виступав на літніх Олімпійських іграх 1996 року у Атланті (штат Джорджія, США).
Протягом кар'єри у національній команді, яка тривала 11 років, провів у формі головної команди країни 62 матчі, забивши 9 голів.

## Кар'єра тренера
Розпочав тренерську кар'єру відразу ж по завершенні кар'єри гравця, 2011 року, увійшовши до тренерського штабу «Лос-Анджелес Гелаксі», в якому Джован Кіровскі працює і досі.

## Досягнення
- Бронзовий призер Золотого кубка КОНКАКАФ: 1996
- Володар Суперкубка Німеччини (1):

«Боруссія» (Дортмунд): 1996
- Переможець Ліги чемпіонів УЄФА (1):

«Боруссія» (Дортмунд): 1996-97
- Володар Міжконтинентального кубка (1):

«Боруссія» (Дортмунд): 1997
- Володар Суперкубка Португалії (1):

«Спортінг»: 2000
- Чемпіон МЛС (MLS Cup): 2005;
- Володар Кубка США (U.S. Open Cup): 2005;
- Перможець регулярного чемпіонату Західної конференції МЛС: 2009.